# Carlos Velasco Carballo
Carlos Velasco Carballo (16. ožujka 1971.) je španjolski nogometni sudac iz Madrida.

## Životopis
Jedan je od 12 nogometnih sudaca, koji su sudili na Europskom nogometnom prvenstvu 2012. u Poljskoj i Ukrajini.
| Runda     | Datum           | Stadion                     | Momčad #1 | Rez. | Momčad #2 |   |   |
| --------- | --------------- | --------------------------- | --------- | ---- | --------- | - | - |
| Skupina A | 8. lipnja 2012. | Nacionalni stadion, Varšava | Poljska   | 1:1  | Grčka     | 4 | 2 |
| Skupina B | 8. lipnja 2012. | Arena Lavov, Lavov          | Danska    | 1:2  | Njemačka  | 0 | 0 |